# فرنسيسكو ألدو باريتو ميراندا
فرنسيسكو ألدو باريتو ميراندا (بالإسبانية: Francisco Aldo Barreto Miranda)‏ هو لاعب كرة قدم ومدرب كرة قدم باراغواياني، ولد في 1 مارس 1981 في أباي في باراغواي. لعب مع بالي يونايتد وسبورتيفو لوكوينو ونادي بوليس تيرو ونادي غواراني.

## وصلات خارجية
- فرنسيسكو ألدو باريتو ميراندا على موقع قاعدة بيانات كرة القدم.إي يو (الإنجليزية)
- فرنسيسكو ألدو باريتو ميراندا على موقع Soccerway.com (الإنجليزية)